# علی راهجیری
علی راهجیری (۱۳۱۷ رشت - ۲۱ اردیبهشت۱۴٠٠) خوشنویس نستعلیق بود.او فرزند سرهنگ ابوطالب راهجیری بود.
علی راهجیری از هنرمندان خوشنویسی همچون حسن زرین‌خط، محمد فرزیب، ابوالفضل موسوی کجوری، سید حسن و سید حسین میرخانی و علی اکبر کاوه به یادگیری خوشنویسی پرداخت. 
علی‌اکبر کاوه به او ‌لقب زبده‌الکُتاب را به وقتی که جوان بود او اعطا کرد.
او سالیان زیادی به تعلیم هنرجویان نستعلیق در انجمن خوشنویسان ایران پرداخت و خوشنویسان زیادی از آموزش های وی بهره بردند.
او تاریخ ۲۱ اردیبهشت۱۴٠٠ در سن ۸۳ سالگی درگذشت.

## آثار پژوهشی
راهجیری علاوه بر مهارت در خوشنویسی، در زمینه تحقیق و پژوهش نیز فعال بود که از آثار او می‌توان به کتاب‌های تذکره خوشنویسان معاصر، تاریخ مختصر خط، سیر خوشنویسی در ایران، زندگانی و آثار عمادالکتاب و تذکره خوشنویسان ایران اشاره کرد.
او کتاب‌های دیگری نیز نوشته بود که انتشار نیافت، از جمله آن ها کتاب ادب‌ التعلیم می باشد که کتاب  ادب التعلیم در شهریور ۱۴۰۳ به کوشش احمد شفیعی‌ها انتشار یافت.